# Radioprotezione

I diversi tipi di radiazione ionizzante: raggi alfa (basso potere di penetrazione nella materia), radiazione beta e radiazione gamma (alto potere di penetrazione)

La radioprotezione è una disciplina autonoma nata come campo applicativo della radiobiologia cui è connessa. La radioprotezione ha come "oggetto" la protezione dell'uomo e dell'ambiente dagli effetti nocivi delle radiazioni. Essa si fonda su concetti di fisica (per quanto concerne le interazioni delle radiazioni con la materia a livello nucleare, atomico e molecolare), di biologia (per gli effetti di tali interazioni a livello cellulare) e di anatomofisiologia (per le conseguenze che tali effetti possono avere, al livello multi-cellulare, su tessuti, organi, apparati e sull'intero organismo) e si avvantaggia anche dall'utilizzo della biotecnologia.
La radioprotezione si avvale poi dell'ausilio delle competenze che producono atti legislativi adeguati e normative adeguate. La radioprotezione trova attuazione infatti, nella pratica, in un insieme di leggi, norme e procedure tese alla protezione da effetti nocivi sui lavoratori, per quanto riguarda le esposizioni derivanti dall'attività lavorativa; sui pazienti, per quanto riguarda le esposizioni derivanti da esami diagnostici o terapie, in particolare con radiazioni ionizzanti; sulla popolazione generale, per quanto riguarda i tipi di esposizioni che possono interessarla; e sull'ambiente, per gli effetti indotti sulla popolazione umana che vi risiede o vi lavora.

## Storia della radioprotezione
La storia della radioprotezione comincia con il riconoscimento dell'effetto nocivo delle radiazioni ionizzanti e non ionizzanti e delle misure di prevenzione a ciò dirette. I pericoli della radioattività e delle radiazioni per molto tempo non furono riconosciuti. All'incirca a partire dagli anni 1920 la consapevolezza dei pericoli è gradualmente aumentata, fino a giungere all'emanazione delle corrispondenti disposizioni di radioprotezione.

## Protezionistica: uno sguardo generale
Il termine protezionistica si presta oggi a molteplici interpretazioni, fra cui la protezionistica medica, che comprende anche la radioprotezione nell'ambito di una cultura della sicurezza. In ogni caso la radioprotezione si è sviluppata nell'ambito della protezionistica sanitaria relativa alle radiazioni, trovando una estrinsecazione nella legislazione radioprotezionistica. La protezionistica sanitaria relativa alle radiazioni si rivolge al controllo della sicurezza, (dal punto di vista tecnico, dosimetrico e normativo), degli impianti e degli apparecchi radiologici o nucleari a uso civile e medico. Si parla di esposizione quando si introduce il concetto di essere umano o di altra entità biologica dotata di vita e ‘investita' da radiazioni.
La radioprotezione più propriamente relativa al ‘campo applicativo' della radiobiologia, grazie al continuo incremento delle conoscenze circa gli effetti delle radiazioni ionizzanti e non ionizzanti, costituisce la base dell'evolversi della legislazione radioprotezionistica. Tale legislazione, con le normative dedicate anche alla ricerca biomedica, a sua volta consente lo svilupparsi di ulteriori conoscenze circa i danni radioindotti, la loro classificazione e l'adozione di soluzioni di protezione, prevenzione e limitazione.

## Principi
Il sistema di protezione dalle radiazioni ionizzanti proposto dalla ICRP, e accolto dalla maggior parte delle normative nazionali ed internazionali, si basa su 3 princìpi:

### Principio di giustificazione
Secondo il quale ogni attività con radiazioni ionizzanti deve essere giustificata, ovvero il beneficio collettivo ottenuto dall'uso delle radiazioni ionizzanti deve essere superiore al detrimento sanitario dovuto al loro utilizzo.

"Le esposizioni mediche devono mostrare di essere sufficientemente efficaci mediante la valutazione dei potenziali vantaggi da esse prodotti, inclusi i benefici diretti per la salute della persona e della collettività, rispetto al danno che l'esposizione potrebbe causare, tenendo conto dell'efficacia, dei vantaggi e dei rischi di tecniche alternative disponibili, che non comportano un'esposizione alle radiazioni ionizzanti ovvero ne comportano una minore" ed ancora "tutte le esposizioni mediche individuali devono essere giustificate preliminarmente, tenendo conto degli obiettivi specifici dell'esposizione e delle caratteristiche della persona interessata" (DLgs 187/00).
Passando dalla dichiarazione di principio all'attuazione pratica, si osserva che: 
- nei paesi avanzati più del 20 % delle esposizioni mediche effettuate non sono necessarie (UNSCEAR 2000) e molte indagini radiologiche sono ripetute inutilmente.

### Principio di ottimizzazione
Secondo il quale l'esposizione alle radiazioni ionizzanti deve essere mantenuta a livelli più bassi possibili compatibilmente con le condizioni economiche e sociali : principio ALARA (as low as reasonably achievable) o, come adottato negli USA dalla National Commission on Radiation Protection and Measurements, ALADA (as low as diagnostically acceptable).
"Le esposizioni debbono essere mantenute al livello più basso ragionevolmente ottenibile, tenuto conto dei fattori economici e sociali" (DLgs 187/00). Dubbi applicativi, per es. derivano dalle seguenti considerazioni:
- La miglior diagnosi con la minor dose si ottiene solo con un'apparecchiatura radiologica di modello recente, utilizzata con procedure avanzate, studiate ed apprese dagli operatori; ma ciò richiede tempo e risorse economiche da sottrarre ad altri scopi. La velocità del progresso tecnico impone sotto questo profilo una obsolescenza del parco macchine e delle conoscenze-capacità tecniche individuali del medico che effettua l'intervento, il cui onere sociale appare a volte insostenibile. Ci si affida sempre più alle macchine ma non si utilizzano appieno tutte le loro potenzialità, perché si resta sempre più indietro nell'apprenderne l'uso e non c'è tempo per leggere i manuali.
- Particolare attenzione va posta quando le dosi sono significative (come in talune indagini TAC, PET, SPECT e procedure radiodiagnostiche cardiologiche e intervenzionali o in medicina nucleare, specialmente se ripetute nel tempo) e quando il feto è prossimo all'area esposta ovvero quando queste procedure sono eseguite su soggetti di età <15 anni;
- Vista l'elevata variabilità delle dosi assorbite dai pazienti a parità di esame, è evidente che vanno evitate quelle indagini le cui dosi siano inutilmente elevate (superiori al 70-80 percentile rispetto ai valori medi);
- Un paese del terzo mondo può decidere che il suo livello di ottimizzazione sia inferiore a quello delle nazioni avanzate, sulla base dei fattori economici e sociali nazionali (diversi necessariamente da quelli delle società industrializzate): con le migliaia di dollari necessarie ad un livello di radioprotezione pari a quello dei paesi industrializzati, i governanti di quel paese potrebbero togliere dagli stenti della fame e da morte certa centinaia di persone.

### Applicazione dei limiti di dose
(Principio di applicazione dei limiti di dose).
In protezionistica si distingue sempre tra livelli di riferimento per i lavoratori esposti e livelli di riferimento per la popolazione. Per i primi i limiti di legge sono sempre più alti che per la popolazione, per consentire di svolgere le varie funzioni in un ambiente dove non sarebbe possibile ottenere dei livelli di campo adeguati. Fatti salvi i precedenti principi di giustificazione e di ottimizzazione, sono fissati limiti di dose per i lavoratori e la popolazione, che non devono essere superati nell'esercizio di attività con radiazioni ionizzanti. Tale principio non si applica alle esposizioni mediche.

"La somma delle dosi derivanti da tutte le pratiche non deve superare i limiti di dose stabiliti per i lavoratori esposti, gli apprendisti, gli studenti e gli individui della popolazione" (d.lgs 230/95). I limiti di dose ammessi per i lavoratori e la popolazione non si applicano in caso di:
1. esposizione di pazienti nell'ambito di un esame diagnostico o di una terapia;
2. esposizione di persone che coscientemente e volontariamente collaborano a titolo non professionale al sostegno e all'assistenza di pazienti sottoposti a terapia o a diagnosi medica (es. la mamma che sosta vicino tavolo radiologico per immobilizzare il proprio bambino);
3. esposizione di volontari che prendono parte a programmi di ricerca medica o biomedica.

Per i pazienti sono definiti i Livelli Diagnostici di Riferimento, che sono livelli di dose nelle pratiche radiodiagnostiche mediche o, nel caso della medicina nucleare diagnostica, livelli di radioattività, per esami tipici per gruppi di pazienti di corporatura standard e per tipi di attrezzatura. Tali livelli non dovrebbero essere superati per procedimenti standard, in condizioni di applicazioni corrette e normali riguardo all'intervento diagnostico e tecnico.

## Campi di applicazione
Secondo quanto indicato dalla pubblicazioni dell'ICRP, i campi di applicazione della radioprotezione sono distinti in:
- Radioprotezione dei lavoratori, per quanto riguarda le esposizioni derivanti dall'attività lavorativa;
- Radioprotezione del paziente, per quanto riguarda le esposizioni derivanti da esami diagnostici
- Radioprotezione della popolazione generale, per quanto riguarda gli altri tipi di esposizioni che possono interessare la popolazione.

## Organismi internazionali e legislazione
A livello internazionale l'ente che si occupa di promuovere il miglioramento delle conoscenze nel campo della radioprotezione è l'International Commission on Radiological Protection. Questo Organismo autorevole internazionale pubblica report e raccomandazioni che costituiscono la guida in campo radioprotezionistico.
La legislazione italiana disciplina la radioprotezione della popolazione e dei lavoratori con il D.Lgs. 101 del 31 luglio 2020 che recepisce la direttiva 2013/59/Euratom; l'entrata in vigore di detta normativa va a sostituire i precedenti riferimenti legislativi, in particolare l'art. 243 abroga il decreto legislativo 17 marzo 1995 n. 230 e s.m.i, il decreto legislativo 26 maggio 2000 n.187 che trattavano rispettivamente la radioprotezione dei lavoratori e della popolazione.
Per la protezione dei lavoratori e della popolazione i datori di lavoro devono avvalersi di un Esperto Qualificato e di un "Medico autorizzato, responsabile della sorveglianza medica dei lavoratori esposti".
Esistono dei requisiti legali per l'esercizio della radioterapia, della radiodiagnostica e della medicina nucleare: tutte presuppongo il possesso, per i medici, della specializzazione equivalente, poiché la radioprotezione non costituisce materia di insegnamento obbligatorio del corso di laurea in Medicina e Chirurgia.
È comunque consentito l'impiego di apparecchi radiologici in campo medico come supporto e completamento dell'attività clinica di particolari discipline (odontoiatria per esempio).
Il radiologo, il radioterapista e il medico nucleare sono aiutati, nella loro attività pratica, da una professionista sanitario chiamato TSRM (Tecnico Sanitario di Radiologia Medica). I responsabili degli impianti radiologici sono inoltre tenuti ad avvalersi di un Esperto in Fisica Medica

## Sorgenti di radiazioni ionizzanti
Le radiazioni possono derivare da varie sorgenti, sia di tipo naturale che artificiale:
- Radiazione cosmica: si tratta di particelle e raggi gamma di alta energia che provengono dallo spazio e che interagendo con l'atmosfera danno origine a radiazioni ionizzanti di tipo corpuscolare o elettromagnetico. L'esposizione alla radiazione cosmica aumenta con l'altitudine a causa del diminuire dello spessore schermante dell'atmosfera. Ad esempio a 10 km d'altitudine rispetto a livello del mare, l'esposizione è circa 100 volte maggiore di quella a livello del mare.
- Radiazione terrestre: si tratta di radiazioni dovute al decadimento di radioisotopi presenti nella crosta terrestre.
- Sorgenti artificiali: sono sorgenti prodotte dall'uomo. Si può trattare di apparecchiature come tubi a raggi X o acceleratori o di radioisotopi prodotti artificialmente (es. Tc-99, I-131, ..). Sono in genere utilizzate in ambito industriale (analisi di materiali, irraggiamento di cibi, ..) o medico (esami diagnostici, trattamenti terapeutici..).

## Tipo di radiazione
Le radiazioni ionizzanti possono essere:
- Corpuscolari, sono particelle sub-atomiche (α o β) che si muovono con velocità elevate, spesso prossime alla velocità della luce, dato che queste particelle agiscono direttamente, vengono definiti direttamente ionizzanti.
- Elettromagnetiche, sono radiazioni elettromagnetiche, costituite da fotoni che si propagano alla velocità della luce (raggi X e raggi γ), dato che questi raggi cedono energia, vengono definiti indirettamente ionizzanti.

## Dosi
La grandezza fisica utilizzata per quantificare l'interazione tra radiazioni e materia è la dose assorbita. Si è tuttavia osservato che gli effetti biologici delle radiazioni non dipendono solo dalla dose assorbita, ma anche dal tipo di radiazione e dal tessuto colpito (i tessuti hanno diversa radioresistenza) dalla radiazione. Per tali ragioni sono state introdotte le grandezze radioprotezionistiche dose equivalente e dose efficace.

### Dose assorbita
La dose assorbita, misura la quantità di energia che la radiazione cede alla materia.
{\displaystyle D={\Delta E \over m}}.
L'unità di misura nel S.I. (sistema internazionale) è il gray (Gy) che equivale all'assorbimento di 1 joule (J) di energia per kilogrammo di materia.

### Dose equivalente
La dose equivalente tiene conto anche del tipo di radiazione ed è data dal prodotto della dose assorbita (su un organismo o su un determinato organo o tessuto) per un fattore che dipende dal tipo di radiazione.
{\displaystyle H=\sum _{R}\,w_{R}D_{R}}.
L'unità di misura nel S.I. (sistema internazionale) è il sievert (Sv).
-Nel caso di raggi X, gamma o beta, 1 Gy di dose assorbita equivale ad 1 Sv di dose equivalente.
-Oltre al sievert si utilizza il suo sottomultiplo, il millisievert (mSv): 1 Sv = 1000 mSv.

### Dose efficace
La dose efficace tiene conto anche dei tessuti che sono stati investiti dalla radiazione ed è definita come la sommatoria su tutti gli organi della dose equivalente relativa al singolo organo per il suo fattore di ponderazione tissutale.
{\displaystyle E=\sum _{T}\,w_{T}\,H_{T}=E=\sum _{R,T}\,w_{R}\,w_{T}\,D_{T,R}}
La dose efficace è utilizzata per descrivere molto sinteticamente gli effetti delle radiazioni ionizzanti sugli individui e sulla popolazione. Si misura anch'essa in Sievert.

## Radiazioni non ionizzanti, effetti indotti, protezionistica e regolamentazione al riguardo
Da sempre l'uomo ha convissuto con la parte di spettro elettromagnetico non ionizzante emesso dal sole e da altri corpi celesti e il livello di questo fondo è di circa 10-7 W/m². Oggi però l'intensità delle radiazioni prodotte artificialmente supera questo fondo di 6-12 ordini di grandezza, mutando le condizioni ambientali nelle quali il genere umano si è sviluppato. Da qui l'esigenza della ricerca nel campo della protezionistica e la necessità di una regolamentazione al riguardo.
Si designano come non ionizzanti quelle radiazioni elettromagnetiche non in grado di produrre ionizzazione nei materiali ad esse esposti. Le radiazioni non ionizzanti, dette NIR dall'acronimo inglese 'Non Ionizing Radiation', comprendono tutte le radiazioni non ionizzanti, a partire dalle ELF (Extremely low frequency). Un esempio di radiazioni non ionizzanti sono le onde radio. Da ricordare i campi elettromagnetici a radiofrequenze (RF) e microonde (MW). Fatti salvi i principi di giustificazione e di ottimizzazione, l'ICNIRP, acronimo di International Commission on Non-Ionizing Radiation Protection (in italiano Commissione Internazionale per la Protezione dalle Radiazioni Non Ionizzanti) è un organismo non governativo, formalmente riconosciuto dall'Organizzazione Mondiale della Sanità, di esperti scientifici indipendenti che si occupa di ricerca sul tema dei possibili effetti nocivi sul corpo umano dell'esposizione a radiazioni non ionizzanti.
Uno dei compiti più importanti svolto dall'ICNIRP consiste nell'elaborazione di linee guida, che raccomandano quei limiti di esposizione per le grandezze elettromagnetiche che non devono essere superati affinché la popolazione esposta non subisca danni alla salute. Sulla base di tali linee guida, periodicamente aggiornate, i singoli stati promulgano le normative sui valori massimi consentiti per dette grandezze elettromagnetiche sul territorio nazionale.

## Effetti deterministici e stocastici

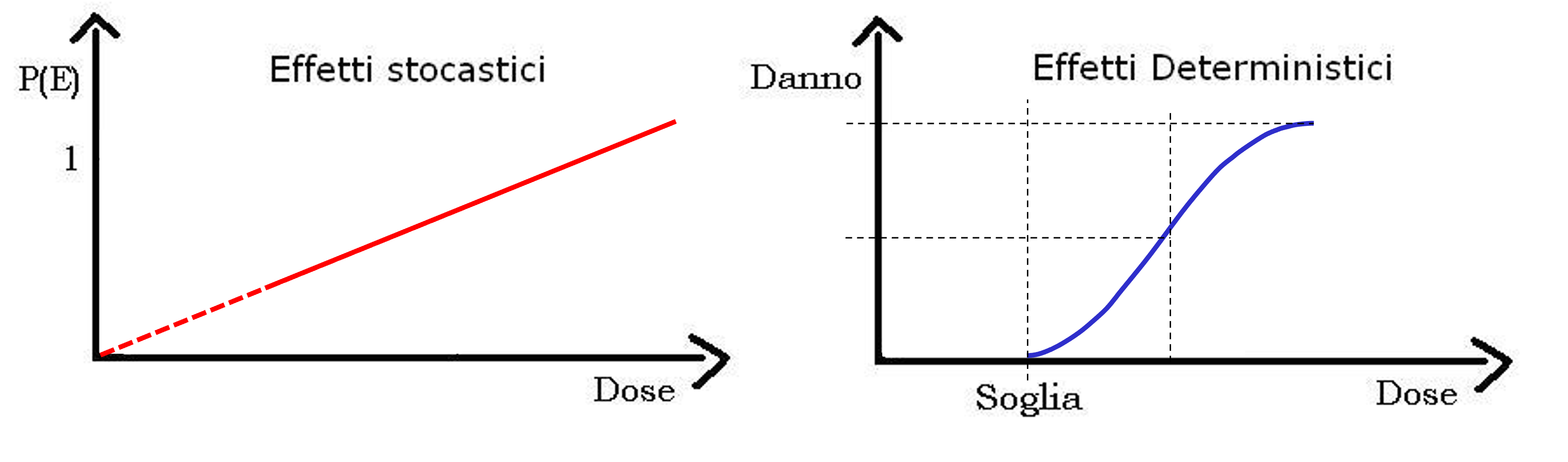
Gli effetti stocastici delle Radiazioni Ionizzanti si verificano per valori di dose minori di 100 mGy, e per quantificarli si usa la probabilità che si verifichi l’effetto P(E). Sono effetti tardivi e la loro gravità non è dipendente dalla dose. La Radioprotezione suppone in via puramente cautelativa che la loro relazione tra dose e effetto sia lineare.Gli effetti deterministici avvengono sempre per dosi più elevate, hanno una soglia di insorgenza, e la curva sigmoide rappresenta il verificarsi del danno in una data % degli esposti. Si indica spesso il valore di dose per cui il danno si verifica nel 50% degli esposti. Nelle linee guida ICRP 103 (2007) si preferisce indicare gli effetti deterministici come “reazioni tessutali” per definire meglio la loro natura e la loro insorgenza precoce e acuta.

Per poter parlare di reazioni, di danno o di effetto sanitario è necessario che l'effetto biologico delle radiazioni superi i limiti dei meccanismi di adattamento dell'organismo, i quali peraltro variano con l'età, il sesso, lo stato di salute, il tipo e il grado di attività del soggetto, nonché con le condizioni ambientali esterne, e ovviamente, dall'entità, durata e tipo della radiazione cui si espongono i soggetti. In generale quando si cerca di definire danni da radiazione si parla di effetti deterministici e di effetti stocastici o probabilistici, a loro volta suddivisi in somatici (tumori 'solidi', linfomi, leucemie) e genetici (mutazioni genetiche, aberrazioni cromosomiche).
I primi sono caratterizzati dalla presenza di un valore di soglia, oltre il quale le conseguenze che derivano dalle radiazioni aumentano generalmente in modo proporzionale all'entità e durata della radiazione (a parità degli altri parametri e alla durata dell'esposizione (a parità degli altri parametri che caratterizzano il campo elettromagnetico). Questo tipo di indagine si può condurre su cellule e animali, ma raramente su volontari umani per ovvie ragioni di etica). Al di sotto del valore di soglia entrano in gioco gli effetti stocastici, che sono in generale molto più difficili da determinare a causa della complicazione di dover fare uso di una statistica in cui compare quasi sempre un gran numero di variabili dalle origini più disparate. L'aspetto importante è che in questo caso l'incidenza del danno non è proporzionale all'entità della radiazione nel tempo (visto che è sotto il valore di soglia) ma essendo di natura probabilistica o compare o non compare. Tipico esempio è quello di cancro e tumori.
Quando non si dispone di dati scientifici certi occorre tener presente il principio di precauzione, che suggerisce di attivare politiche adeguate nei confronti di un rischio potenzialmente alto senza attendere i risultati della ricerca scientifica. Tale principio va comunque applicato assieme alle considerazioni di costo/beneficio, dato che l'energia elettromagnetica in oggetto viene diffusa nell'ambiente per compiere un servizio richiesto e ormai inalienabile.
| Apparato                          | Dose equivalente con 5% di danni stocastici e volume irradiato |
| --------------------------------- | -------------------------------------------------------------- |
| Cute                              | 50 Sv (100 cm²), 60 Sv (30 cm²), 70 Sv (10 cm²)                |
| Articolazione temporo-mandibolare | 60 Sv (3/3 e 2/3), 65 Sv (1/3)                                 |
| Gabbia toracica                   | 50 Sv (1/3)                                                    |
| Testa femorale                    | 52 Sv (3/3)                                                    |
| Encefalo                          | 45 Sv, 50 Sv, 60 Sv                                            |
| Tronco encefalico                 | 50 Sv, 53 Sv, 60 Sv                                            |
| Midollo spinale                   | 47 Sv (20 cm), 50 Sv (5–10 cm)                                 |
| Plesso brachiale                  | 60 Sv, 61 Sv, 62 Sv                                            |
| Cauda equina                      | 60 Sv (3/3)                                                    |
| Orecchio                          | 55 Sv (3/3, 2/3 e 1/3)                                         |
| Chiasma ottico                    | 50 Sv (3/3)                                                    |
| Nervo ottico                      | 50 Sv (3/3)                                                    |
| Retina                            | 45 Sv (3/3)                                                    |
| Cristallino                       | 10 Sv (3/3)                                                    |
| Tiroide                           | 45 Sv (3/3)                                                    |
| Parotide                          | 32 Sv (3/3 e 2/3)                                              |
| Laringe                           | 70 Sv, 70 Sv, 79 Sv                                            |
| Esofago                           | 55 Sv, 58 Sv, 60 Sv                                            |
| Polmone                           | 17.5 Sv, 30 Sv, 45 Sv                                          |
| Cuore                             | 40 Sv, 45 Sv, 60 Sv                                            |
| Fegato                            | 30 Sv, 35 Sv, 50 Sv                                            |
| Stomaco                           | 50 Sv, 55 Sv, 60 Sv                                            |
| Rene                              | 23 Sv, 30 Sv, 50 Sv                                            |
| Vescica                           | 65 Sv (3/3) 80 Sv (2/3)                                        |
| Intestino tenue                   | 40 Sv (3/3), 50 Sv (1/3)                                       |
| Colon                             | 45 Sv (3/3)                                                    |
| Retto                             | 60 Sv (3/3)                                                    |

Un modo semplificato per trovare l'effetto equivalente (o 'isoeffetto') di diversi regimi di frazionamento (dose/frazione e numero di frazioni; dose/frazione e dose totale) di trattamento radioterapico, rispetto al frazionamento di una dose equivalente si ottiene dal modello lineare quadratico (LQ), non considerando tasso di dose e tempo totale di trattamento né correzioni per il ripopolamento che avviene durante l'intervallo di tempo del trattamento radiante, sotto forma della dose efficace: 
{\displaystyle E=H\left(\alpha +\beta {\frac {H}{N}}\right)\quad (H\leq 2Sv)}
{\displaystyle E=H{\frac {{\frac {\alpha }{\beta }}+H}{{\frac {\alpha }{\beta }}+2}}\quad \quad (H>2Sv)}
Nel formalismo del modello LQ un rapporto α/β = 3 viene impiegato per gli effetti cronici e α/β = 10 per gli effetti acuti o per l'azione di controllo tumorale. Per trattamenti radioterapici senza co-trattamenti, in sintesi:
{\displaystyle n=n_{0}\,\mathbf {e} ^{\alpha H+\beta {\frac {H^{2}}{N}}}},
dove n è la popolazione cellulare sopravvissuta dopo irradiazione; H è la dose equivalente totale ed N il numero di frazioni;
Alcuni valori impiegati in modellistica per α sono compresi tra 0,75 e 0,075 e un α/β compreso solitamente fra 2 e (nel caso di tessuti tumorali) 25. 
Con Ln(2)/Tpot si assume, in molti modelli, che la velocità di proliferazione delle cellule clonogeniche (date dal prodotto di quelle presenti in ciascun volumetto irradiato, per il volume totale irradiato) avvenga entro medie che possono essere rappresentate tramite i valori medi del Tpot. Il tempo di raddoppiamento potenziale (Tpot) è il tempo di duplicazione della popolazione di cellule in assenza di perdita cellulare. Il Tpot non va confuso col volume doubling time. Valori usati in modellistica per il Tpot sono compresi tra 1,5 e 10.
| Apparato                          | α/β       |
| --------------------------------- | --------- |
| Cute                              | 1.9 - 2.3 |
| Articolazione temporo-mandibolare | 3.5       |
| Testa femorale                    | 0.8       |
| Encefalo                          | 2.1       |
| Midollo spinale                   | 3.2       |
| Plesso brachiale                  | 5.2       |
| Cauda equina                      | 3         |
| Orecchio                          | 3         |
| Chiasma ottico                    | 3         |
| Nervo ottico                      | 3         |
| Retina                            | 3         |
| Cristallino                       | 1         |
| Laringe                           | 3-4       |
| Esofago                           | 3         |
| Cuore                             | 2         |
| Fegato                            | 1.5       |
| Stomaco                           | 7         |
| Rene                              | 2.5 - 3.5 |
| Vescica                           | 3.5 - 6   |
| Intestino tenue                   | 6-8       |
| Colon                             | 3         |
| Retto                             | 4         |

| Dose equivalente letale | Apparato critico                            | Ritardo decesso dopo esposizione |
| ----------------------- | ------------------------------------------- | -------------------------------- |
| >1000 Sv                | Biomolecole                                 | < 1s                             |
| 300-1000 Sv             | Sistema nervoso centrale                    | < 10 h                           |
| 150-300 Sv              | Apparato respiratorio Apparato circolatorio | < 9-49 h                         |
| 15-100 Sv               | Apparato gastrointestinale                  | < 3-5 d                          |
| 10-15 Sv                | Apparato emopoietico                        | < 7-30d                          |

| Apparato critico | Dose equivalente sterilizzante temporaneamente | Dose equivalente sterilizzante permanentemente |
| ---------------- | ---------------------------------------------- | ---------------------------------------------- |
| >Testicoli       | 0.15 Sv                                        | 3.5 Sv                                         |
| >Ovaie           | 2.5 Sv                                         | 6.0 Sv                                         |

Il rischio di danni stocastici per unità di dose efficace viene determinato supponendo che il rischio per unità di dose efficace sia indipendente dal valore di dose stesso. La probabilità dell'insieme degli effetti ipotizzati varia con la dose ma senza che vi sia una soglia al di sopra della quale un effetto si manifesta e al di sotto della quale non si manifesta (modello LNT, acronimo inglese di "Linear No Threshold"). A questo proposito ricerche radiobiologiche hanno evidenziato la complessità della risposta cellulare. Tra queste hanno ricevuto particolare attenzione quelle sui cosiddetti effetti "non targeted" (extra-bersaglio), quale l'effetto bystander. La dose efficace risulta un indice di rischio legato soprattutto alla possibilità di sviluppare danni stocastici somatici e genetici, nel corso della vita, da parte di individui esposti alle radiazioni ionizzanti. Nella valutazione del rischio, possedendo come riferimento gli studi effettuati sugli individui sopravvissuti ai bombardamenti atomici di Hiroshima e Nagasaki, l'ICRP ha tenuto conto anche dei diversi tassi di dose a cui era stata soggetta la stessa popolazione di Hiroshima e Nagasaky. Da ricordare poi che nel caso dell'irraggiamento da esplosione nucleare la dose è somministrata in un tempo definibile istantaneo, mentre nel caso delle sostanze la dose agli organi o ai tessuti interessati viene somministrata in tempi che dipendono dal comportamento fisico-chimico e biologico della sostanza radioattiva incorporata. Un riepilogo esaustivo tratto dai principi internazionali della Radioprotezione, con le specifiche relative alla Medicina Nucleare e le normative nazionali è dato da ‘La radioprotezione dei pazienti in medicina nucleare' della AIMN. Le raccomandazioni 2007 della Commissione Internazionale per la Protezione Radiologica sono contenute nella Pubblicazione ICRP 103.

## Limiti di dose per esposizione professionale ed esposizione del pubblico (popolazione)
Limiti di dose raccomandati dall'I.C.R.P. 60:
(relativi a popolazione non sottoposta a trattamenti radioterapeutici)
- Esposizione professionale:
- limiti di dose efficace (cumulativi): 20 mSv per anno, come media su periodi definiti di 5 anni, con un limite massimo annuale di 50 mSv;
- limiti di dose efficace ammissibile (annuale): 50 mSv per anno;
- limiti annuali di dose specifici per cristallino e cute:
  - per cristallino: 20 mSv per anno ;
  - per cute: 500 mSv per anno per le mani ed i piedi, comunque 500 mSv per anno, inteso come valore medio su 1 cm², indipendentemente dalla superficie esposta.
  - Limite di dose per esposizione del frutto del concepimento: un totale di 2 mSv sulla superficie addominale.
- Esposizione del pubblico (annuale):
- limiti di dose efficace: 1 mSv per anno (in casi particolari può essere consentito un valore annuo più elevato a patto che la dose media su 5 anni non superi 1 mSv per anno).
- limiti specifici raccomandati per cute e cristallino:
  - 50 mSv per anno per la cute, per le mani ed i piedi, comunque 50 mSv per anno, inteso come valore medio su 1 cm², indipendentemente dalla superficie esposta;
  - 15 mSv per anno per il cristallino.

I limiti di dose sopra esposti non vanno confusi con LDR o Livelli di riferimento in Radiologia diagnostica.

## Detrimento
Il concetto di detrimento da radiazioni è usato per indicare l'intento di una quantificazione degli effetti nocivi prodotti sulla salute dall'esposizione alle radiazioni di diverse parti del corpo; si arriva poi al detrimento, inteso come il danno complessivo arrecato alla salute di un gruppo in conseguenza dell'esposizione a una sorgente di radiazione. Detto detrimento è un concetto multidimensionale, i cui componenti principali sono le quantità stocastiche: probabilità di tumore fatale, probabilità di tumore non fatale, probabilità di gravi malattie ereditarie e probabilità di diminuzione in anni della vita attesa. Il concetto di detrimento è da applicarsi alle popolazioni e non per l'utilizzo nella stima dei rischi individuali. I coefficienti di probabilità per effetti stocastici quando chiamati nominali, lo sono in quanto non riferiti a parametri specifici, quali sesso, ecc.
- Coefficienti nominali di probabilità per effetti stocastici (da ICRP 60).
  - Detrimento (10−2 Sv−1) secondo IRCP 60.

| Popolazione                                  | Tumori letali | Tumori non letali | Effetti ereditari gravi | Totale |
| -------------------------------------------- | ------------- | ----------------- | ----------------------- | ------ |
| Adulti                                       | 4             | 0,8               | 0,8                     | 5,6    |
| Intera popolazione (dai neonati agli adulti) | 5             | 1,0               | 1,3                     | 7,3    |

(Il rischio di una dose di 10 mSv di indurre un tumore risulterebbe di circa 5 su 10 000 per gli adulti e 6 su 10 000 per la popolazione intera).
Queste stime (di detrimento) sono destinate ad applicarsi soltanto alle popolazioni e non sono affatto raccomandate per l'utilizzo nella stima dei rischi individuali.
La pubblicazione ICRP 60 del 1990 ha avuto una ‘ricaduta' nel D.Lgs. 241 del 2000; essa seguiva la pubblicazione ICRP 26 del 1977 che aveva avuto una ‘ricaduta' nel D.Lgs. 230 del 1995. La pubblicazione ICRP 103 è del 2007 e si attendono ricadute legislative più precise.
L'aggiornamento dei valori dato dalle RACCOMANDAZIONI 2007 DELLA COMMISSIONE INTERNAZIONALE PER LA PROTEZIONE RADIOLOGICA SONO NELLA Pubblicazione ICRP 103.